# The Button (Reddit)
The Button was een online samenwerkingsproject en sociaal experiment op sociale netwerksite Reddit. Met een online knop en een afteltimer van 60 seconden die elke keer dat de knop werd ingedrukt werd gereset. Het experiment werd gehost Reddit vanaf 1 april 2015 en was actief tot 5 juni 2015, de eerste keer dat geen enkele gebruiker op de knop drukte voordat de timer nul bereikte.
De knop oogstte enthousiasme van Reddit-gebruikers over de hele wereld, en trok klikken aan van meer dan een miljoen verschillende gebruikersaccounts. Er zijn verschillende websites, browserextensies en mobiele applicaties gemaakt om de live statistieken van de Button bij te houden en gebruikers in staat te stellen de Button te bezoeken wanneer de timer onder een bepaalde drempel zakt.

## Experiment
| Tijd geklikt     | Kleur  |
| ---------------- | ------ |
| 60s-52s          | Paars  |
| 51s-42s          | Blauw  |
| 41s–32s          | Groen  |
| 31s-22s          | Geel   |
| 21s-12s          | Oranje |
| 11s–0s           | Rood   |
| Niet geklikt     | Grijs  |
| Kan niet klikken | Wit    |

De specifieke Reddit-community (subreddit) voor de knop had het standaard Reddit-uiterlijk, met een knop naast een afteltimer van 60 seconden bovenaan de pagina. Als een gebruiker op de knop klikt, wordt het aftellen voor alle gebruikers gereset naar 60 seconden. De knop kon slechts één keer worden ingedrukt door elk uniek Reddit-account dat was aangemaakt voordat het evenement op 1 april begon. Er was ook een cumulatieve telling van alle unieke gebruikers die sinds de lancering op de knop hadden geklikt. De knop had een lichtblauwe kleur.
Alle gebruikers van de subreddit kregen een kleine stip of "flair" naast hun gebruikersnaam. Gebruikers die niet op de knop hadden gedrukt, hadden een grijze stip en gebruikers die erop hadden gedrukt, hadden een gekleurde stip op basis van de status van de timer toen de knop werd ingedrukt. Wanneer de cursor over deze gekleurde stip wordt gehouden, wordt de tijd in seconden op de teller weergegeven wanneer de gebruiker op de knop heeft geklikt. Op de subreddit werden de gebruikerstijden en de daaropvolgende flairkleuren statussymbolen.
Op 5 juni 2015, om 21:49:53 UTC, werd een persoon met Reddit-gebruikersnaam "BigGoron" de laatste gebruiker die op de knop drukte (door de gemeenschap "The Pressiah" genoemd). Zestig seconden later bereikte de afteltimer de nul en eindigde het experiment 2 maanden en 4 dagen nadat hij was begonnen. De knop was gedeactiveerd, en bedekt met de tekst "het experiment is voorbij". Zes minuten later kondigde Reddit-beheerder en maker van de knop "powerlanguage" aan dat het forum binnen tien minuten zou worden gearchiveerd.
Het experiment eindigde met 1.008.316 gelogde knopklikken.

## Technische problemen
De Button ondervond technische problemen waardoor deze nul bereikte ondanks dat gebruikers er op tijd op drukten. Dit gebeurde meerdere keren en werd door de beheerders van Reddit toegeschreven aan databasefouten. De storingen veroorzaakten ontevredenheid in de gemeenschap en enige speculatie dat het spel door de beheerders werd gemanipuleerd. Hoewel The Button binnen een dag na de storing weer tot leven werd gewekt, overwogen de beheerders van Reddit om het experiment met The Button vroegtijdig te beëindigen, maar dat is uiteindelijk niet gebeurd.